# الیزابت آلدا
الیزابت آلدا (انگلیسی: Elizabeth Alda؛ زادهٔ ۲۰ اوت ۱۹۶۰) یک هنرپیشه اهل ایالات متحده آمریکا است. وی بین سال‌های ۱۹۸۱ تا ۱۹۸۶ میلادی فعالیت می‌کرد.